# Rhamnapoderus karaseki
Rhamnapoderus karaseki es una especie de coleóptero de la familia Attelabidae.

## Distribución geográfica
Habita en Tanzania.